# Stelis walteri
Stelis walteri är en orkidéart som beskrevs av Rudolf Schlechter. Stelis walteri ingår i släktet Stelis och familjen orkidéer. Inga underarter finns listade i Catalogue of Life.